# Amphoe Phra Thong Kham
Amphoe Phra Thong Kham (Thai: อำเภอ พระทองคำ) ist ein Landkreis (Amphoe – Verwaltungs-Distrikt) im Norden der Provinz Nakhon Ratchasima. Die Provinz Nakhon Ratchasima liegt in der Nordostregion von Thailand, dem so genannten Isan. 

## Geographie
Amphoe Phra Thong Kham grenzt an die folgenden Landkreise (von Norden im Uhrzeigersinn): an die Amphoe Chatturat und Noen Sa-nga der Provinz Chaiyaphum, sowie an die Amphoe Khong, Kham Sakaesaeng, Non Thai und Dan Khun Thot in der Provinz Nakhon Ratchasima.

## Geschichte
Phra Thong Kham wurde am 15. Juli 1996 zunächst als „Zweigkreis“ (King Amphoe) eingerichtet, indem die Tambon Sa Phra, Thap Rang, Phang Thiam, Nong Hoi und Map Krat vom Amphoe Non Thai abgetrennt wurden.
Am 15. Mai 2007 hatte die thailändische Regierung beschlossen, alle 81 King Amphoe in den einfachen Amphoe-Status zu erheben, um die Verwaltung zu vereinheitlichen.
Mit der Veröffentlichung in der Royal Gazette „Issue 124 chapter 46“ vom 24. August 2007 trat dieser Beschluss offiziell in Kraft.

## Verwaltung

### Provinzverwaltung
Der Landkreis Phra Thong Kham ist in fünf Tambon („Unterbezirke“ oder „Gemeinden“) eingeteilt, die sich weiter in 75 Muban („Dörfer“) unterteilen.
| Nr. | Name        | Thai    | Muban | Einw.  |
| --- | ----------- | ------- | ----- | ------ |
| 1.  | Sa Phra     | สระพระ  | 11    | 10.043 |
| 2.  | Map Krat    | มาบกราด | 08    | 04.378 |
| 3.  | Phang Thiam | พังเทียม  | 20    | 09.282 |
| 4.  | Thap Rang   | ทัพรั้ง    | 21    | 11.627 |
| 5.  | Nong Hoi    | หนองหอย | 15    | 07.222 |

### Lokalverwaltung
Es gibt zwei Kommunen mit „Kleinstadt“-Status (Thesaban Tambon) im Landkreis:
- Sa Phra (Thai: เทศบาลตำบลสระพระ), bestehend aus Teilen des Tambon Sa Phra.
- Phra Thong Kham (Thai: เทศบาลตำบลพระทองคำ), bestehend aus den übrigen Teilen des Tambon Sa Phra.

Außerdem gibt es vier „Tambon-Verwaltungsorganisationen“ (องค์การบริหารส่วนตำบล – Tambon Administrative Organizations, TAO):
- Map Krat (Thai: องค์การบริหารส่วนตำบลมาบกราด)
- Phang Thiam (Thai: องค์การบริหารส่วนตำบลพังเทียม)
- Thap Rang (Thai: องค์การบริหารส่วนตำบลทัพรั้ง)
- Nong Hoi (Thai: องค์การบริหารส่วนตำบลหนองหอย)